# Adelina Dematti de Alaye
Adelina Ethel Dematti (Chivilcoy, 5 de junio de 1927 - La Plata, 24 de mayo de 2016) fue una activista argentina, defensora de los derechos humanos. Fue una de las fundadoras de la organización Madres de Plaza de Mayo.

## Biografía
Adelina Ethel Dematti, nació en 1927 en Chivilcoy, provincia de Buenos Aires. De profesión docente, se recibió de maestra en la Escuela Normal de aquella ciudad en 1946 y de profesora de educación preescolar en 1950. Fue docente y directora del jardín de infantes de la misma institución. Ejerció la docencia y creó jardines de infantes en Tapalqué y Carhué, obtuvo cargos directivos en Azul, Brandsen y La Plata.
En 1952 se casó con Luis María Alaye, con quien tuvo sus hijos Carlos Esteban y María del Carmen.
El 5 de mayo de 1977 en Ensenada, fue secuestrado en la calle su hijo Carlos Esteban, un dirigente de la Unión de Estudiantes Secundarios, (UES) mientras andaba en bicicleta, por personas vestidas de civiles. A partir de este momento comenzó la incansable lucha de Adelina Dematti. Posteriormente supo que a otras personas también les pasaba lo que a ella. Fue fundadora y formó parte de organizaciones por los derechos humanos como Madres de Plaza de Mayo, Madres de Plaza de Mayo de La Plata, Comisión Provincial por la Memoria, Asamblea Permanente por los Derechos Humanos La Plata.
También fue secretaría de Derechos Humanos de La Plata y ha sido declarada ciudadana ilustre de Chivilcoy, de la ciudad de La Plata y de la Provincia de Buenos Aires.
La Cámara de Diputados de la Nación en 2008 la declaró Adulta destacada en Educación y Derechos Humanos.
Conocida como "la madre fotógrafa", su archivo fue declarado por Unesco como Patrimonio documental del Registro de la "Memoria del Mundo" en 2007. A través de fotografías documentó con imágenes todo indicio que pudiera llevarla al encuentro de su hijo, las primeras rondas de las Madres de Plaza de Mayo y diferentes marchas. El archivo que constituyó cuenta con documentos producidos, conservados o recopilados por Adelina como cartas, telegramas, fotografías, expedientes judiciales, volantes, recortes periodísticos, etc., y la exhaustiva investigación sobre el Cementerio de La Plata y los médicos de la morgue que firmaban certificados de defunción a miles de NN. Este archivo documental se hizo público cuando Adelina lo donó al Archivo Histórico de la Provincia de Buenos Aires en La Plata, a fin de que esta institución garantice su conservación, preservación, accesibilidad pública y su difusión. En Memoria Abierta se encuentra una copia digital para la consulta pública. En marzo de 2019 se organizó en La Plata una muestra audiovisual con material de este archivo.
Fue galardonada por parte de la Universidad Nacional de La Plata con el diploma de doctora honoris causa en 2009.
En 2014 publicó "La marca de la infamia : asesinatos, complicidad e inhumaciones en el cementerio de La Plata" editado por el Ministerio de Justicia y Derechos Humanos de la Nación.
Desde 2015, el Complejo Histórico Municipal de Chivilcoy lleva su nombre en homenaje.
Falleció el 24 de mayo de 2016 a los 88 años, en La Plata.